# 나라케이아이씨
에이프로젠메디신((주)에이프로젠메디신, 주식회사 에이프로젠메디신, 영어: NARAKIC, Inc)은 대한민국의 기업이다. 또, 유가증권시장에 상장되어 있는 기업이다.

## 연혁

### 1970년대
- 1971년 11월 15일 회사 설립

### 1990년대
- 1995년 7월 8일 코스피시장 상장

### 2000년대
- 2001년 12월 22일 주식액면분할
- 2002년 4월 10일 계열사의 추가((주)삼양감속기)
- 2002년 5월 31일 최대주주 변경(베스트 M&A ⇒ 에이스이공이공(주))
- 2003년 5월 13일 계열사의 추가(마스터솔루션(주))
- 2005년 9월 30일 광양 2공장(옥곡공장) 준공
- 2007년 1월 30일 계열사의 추가(科亞希工業機械(張家港)有限公司 설립)
- 2007년 10월 26일 계열사의 추가(신한이엔씨(주))
- 2008년 4월 29일 유상 증자 및 무상 증자
- 2008년 5월 27일 신한이엔씨(주) 흡수합병
- 2008년 10월 16일 계열사의 추가(POSMEX KIC)
- 2008년 12월 26일 계열사의 추가((주)이스타에프앤피)
- 2009년 4월 14일 계열사의 추가((주)케이아이씨 아이앤엠)
- 2009년 4월 17일 계열사의 추가((주)케이아이씨 베트남)
- 2009년 9월 1일 신한BG, 울산공장 통폐합에 따른 이전(소재지: 포항시 북구 청하면)
- 2009년 11월 5일 계열사의 추가((주)케이아이씨 캐나다)

### 2010년대
- 2012년 6월 15일 유상 증자
- 2012년 9월 14일 계열사 매각(POSMEX KIC)
- 2012년 9월 20일 계열사 매각(삼양감속기)[1]
- 2013년 1월 22일 대표이사 변경(이경일, 이동창)
- 2013년 1월 31일 본점소재지 이전(서울시 송파구 잠실동 175-1 ⇒ 서울시 강남구 영동대로719(청담동))
- 2013년 2월 22일 사명변경((주)케이아이씨 ⇒ (주)나라케이아이씨)
- 2013년 3월 15일 유상증자
- 2013년 3월 18일 최대주주 변경(에이스이공이공(주)⇒ (주)나라에이스홀딩스)[2]
- 2013년 3월 28일 자본 감소(감자비율 80%)
- 2013년 4월 2일 대표이사 변경(이경일, 김정식)
- 2013년 6월 28일 유상증자
- 2013년 9월 24일 대표이사 변경(김정식 단독 대표이사)
- 2013년 12월 30일 종속회사 매각(이스타에프앤피,마스터솔루션,케이아이씨 베트남, 케이아이씨 캐나다, 科亞希工業機械(張家港), 케이아이씨 아이앤엠)
- 2015년 1월 26일 영일만 공장 증설 완료
- 2017년 3월 23일 대표이사 변경(변원섭 대표이사)
- 2017년 12월 27일 회사 명칭을 주식회사 나라케이아이씨에서 주식회사 에이프로젠케이아이씨로 변경. 김재섭 대표이사 취임. 본사를 서울특별시 강남구 영동대로 719에서 경기도 성남시 중원구 둔촌대로 545로 이전.
- 2021년 6월 1일 회사 명칭을 주식회사 에이프로젠케이아이씨에서 주식회사 에이프로젠메디신으로 변경.

## 기업 실태
- 2015년 7월 21일 나라케이아이씨는, 전 대표인 이경일, 전 경영진 최진옥이 횡령 혐의로 기소된 것과 관련 각각 징역 3년과, 집행유예 5년을 판결받았음을 확인했다고 21일 공시한 바 있다.[3]
- 2015년 10월 23일 나라케이아이씨는, SK그룹의 계열사인 SK건설과 91억 2,100만 원 규모의 캐나다 오일샌드 프로젝트(Fort Hills Secondary Extraction Project) 모듈 부속 철골제작 공급 계약을 체결했다고 공시를 한 바 있다.[4]